# Lake Garwood
Lake Garwood är en sjö i Antarktis. Den ligger i Östantarktis. Nya Zeeland gör anspråk på området. Garwood ligger 224 meter över havet.